# Расстояние (фильм)
«Расстояние» (яп. ディスタンス дисутансу, англ. Distance) — кинофильм режиссёра Хирокадзу Корээды, вышедший на экраны в 2001 году. Лента принимала участие в конкурсной программе Каннского кинофестиваля.

## Сюжет
Четыре человека вместе отправляются на отдалённое озеро, чтобы помолиться о своих родственниках — членах тоталитарной секты, которые отравили городское водоснабжение и затем покончили с собой. На обратном пути они обнаруживают, что машину угнали и они никак не смогут выбраться из этого глухого уголка до наступления темноты. Вскоре они встречают бывшего члена секты, который показывает домик, в котором жили в своё время сектанты и в котором можно провести ночь. Героям предстоит долгий вечер, наполненный воспоминаниями и размышлениями о том, почему же их близкие сделали то, что сделали…

## В ролях
- Арата — Ацуси
- Юсукэ Исэя — Масару
- Сусуму Тэрадзима — Макото
- Юи Нацукава — Киёка
- Таданобу Асано — Саката
- Рё — Юко
- Кэнъити Эндо — Тамаки, бывший муж Киёки
- Кандзи Цуда — старший брат Масару